# Friedrich Adolf von Willisen

Friedrich Adolf Freiherr von Willisen

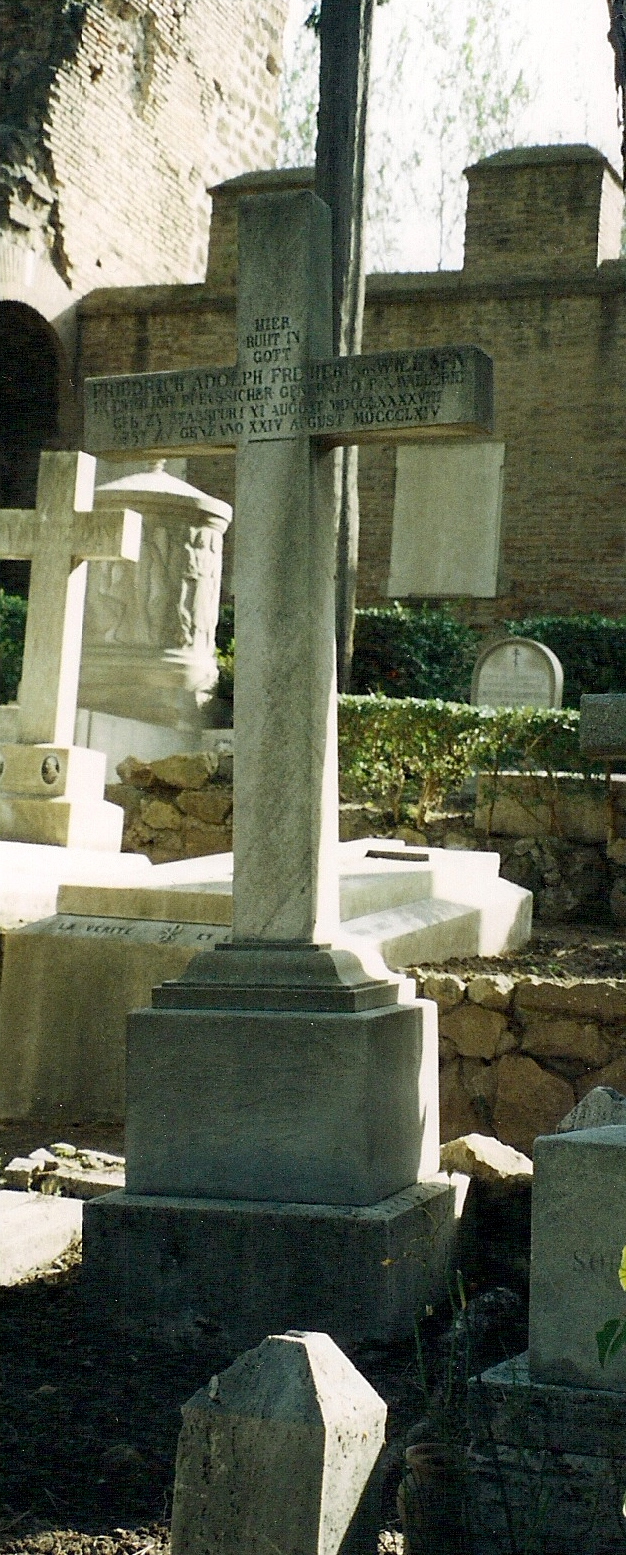
Grabstätte auf dem Protestantischen Friedhof in Rom

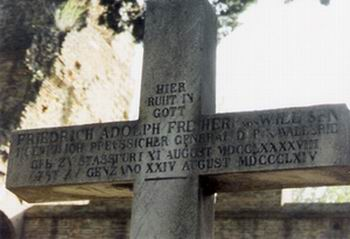
Inschrift des Grabkreuzes

Friedrich Adolf Freiherr von Willisen, eigentlich Adolf Freiherr von Willisen, (* 11. August 1798 in Staßfurt; † 24. August 1864 in Genzano bei Rom) war ein preußischer General der Kavallerie, Oberstallmeister und Diplomat.

## Familie (siehe auch Willisen)
Friedrich Adolf Freiherr von Willisen war der jüngste Sohn des Bürgermeisters von Staßfurt Karl Wilhelm Hermann von Willisen (1751–1807) und der Friederike von Trotha (1768–1826). Wie sein Bruder Karl Wilhelm heiratete er am 11. November 1834 in Berlin eine Tochter des Generalmajors Johann Georg Emil von Brause, Pauline von Brause (1815–1880). Der Ehe entstammten drei Kinder: Johann Georg Emanuel (1837–1905), Friedrich Wilhelm (1839–1875), Elisabeth Ludovica Anna (1846–1894).

## Leben
Nach seiner Schulbildung auf den Basedowschen Anstalten in Dessau trat Willisen 1815 als Junker in das 27. Infanterie-Regiment der Preußischen Armee ein und kämpfte in der Schlacht bei Ligny und bei Wavre.
Nach den Befreiungskriegen besuchte er die Allgemeine Kriegsschule in Berlin und wurde danach in den Großen Generalstab versetzt. 1827 wechselte er in den Generalstab des II. Armee-Korps. Dort kam er in engen Kontakt mit dem damaligen preußischen Kronprinzen, dem späteren König Friedrich Wilhelm IV., der dieses Korps befehligte und Willisen seit dieser Zeit freundschaftlich verbunden blieb. Neben dieser Tätigkeit war Willisen zugleich als Lehrer an der Allgemeinen Kriegsschule sowie an der Artillerie- und Ingenieurschule angestellt.
Im Jahre 1837 erhielt er die Erlaubnis, am Feldzug der Franzosen in Algier teilzunehmen. Nach seiner Rückkehr wechselte er zur Kavallerie. Nach dem Regierungsantritt des preußischen Königs Friedrich Wilhelm IV. ernannte ihn dieser zu seinem Flügeladjutanten. Zwei Jahre später wurde Willisen unter Beibehaltung seiner Stellung als Flügeladjutant des Königs Oberst und Kommandeur des 10. Husarenregiments.
Im Revolutionsjahr 1848 wurde er von diesem Kommando entbunden und zum Generalmajor à la suite des Königs ernannt. Im selben Jahr nahm Willisen am Feldzug der Österreicher in Italien im Stab des Feldmarschalls Radetzky teil, wofür er mit dem Orden Pour le Mérite ausgezeichnet wurde. Nach Beendigung des Feldzuges kommandierte Willisen zunächst kurzzeitig die 13. Kavallerie-Brigade in Münster und dann die 8. Kavallerie-Brigade in Erfurt.
1856 wurde er zum Kommandeur der 6. Division, zum Generalleutnant und zugleich zum Generaladjutanten des Königs ernannt, der diesen geistreichen, gebildeten und weltgewandten Offizier außerordentlich schätzte. Willisen hatte großen Einfluss auf den Monarchen und versuchte in seiner Funktion als Vorsitzender einer Kommission zur Prüfung der Bewaffnung und Ausrüstung der Infanterie und Kavallerie verschiedene Neuerungen für die Preußische Armee durchzusetzen. Besonders in der Frage der von ihm beabsichtigten Einführung eines Reitsystems nach François Baucher und der Ersetzung des Zündnadelgewehrs durch das Miniégewehr geriet Willisen in Konflikt mit dem Oberkommandierenden der Preußischen Armee, dem Bruder des Königs und späteren Kaiser Wilhelm I., der diese Reformen ablehnte.
Ein Jahr vor seiner schweren Erkrankung setzte Friedrich Wilhelm IV. die Ernennung Willisens zu seinem Oberstallmeister gegen den heftigen Widerstand konservativer Kräfte am preußischen Hof durch.
Während der Zeit der Regentschaft des Prinzen von Preußen wurde Willisen mit verschiedenen diplomatischen Aufträgen betraut. Er besichtigte im Auftrag des Deutschen Bundes die sächsischen Truppen, nahm als Vertreter Preußens an der Beisetzung des Feldmarschalls Radetzky teil, wurde zu diplomatischen Missionen nach Wien und Konstantinopel sowie 1861 nach Paris entsandt, um Napoleon III. die Thronbesteigung Wilhelm I. als preußischer König anzuzeigen.
Als Preußen am 23. Juli 1862 das Königreich Italien anerkannt hatte, wurde Willisen von der preußischen Staatsregierung zum ersten Gesandten am italienischen Königshof ernannt. Dieses hohe diplomatische Amt übte er bis Anfang 1863 aus, um in gleicher Eigenschaft die Nachfolge des erkrankten Karl Friedrich von Canitz und Dallwitz auf dem Gesandtschaftsposten Preußens beim Vatikan im Palazzo Caffarelli auf dem Kapitol anzutreten. Das feine und taktvolle Auftreten Willisens wurde im Vatikan außerordentlich geschätzt und es herrschte während seiner Amtszeit zwischen Preußen und dem Vatikan ein äußerst wohlwollendes Verhältnis. „Er liebt Kunst und Wissenschaft, hat vernünftige politische Ansichten, ist human in allem - dabei aber der echte geistreiche Berliner Generaladjutant des geistreichen Friedrich Wilhelm IV.“
Bereits im zweiten Jahr seiner Tätigkeit am Heiligen Stuhl erkrankte Willisen während des Sommeraufenthaltes in der Villa Cesarini in Genzano am Nemisee an starkem Fieber. Er starb am 24. August 1864 und wurde auf dem Protestantischen Friedhof an der Cestius-Pyramide in Rom bestattet. Willisen war der erste und letzte General auf dem preußischen Gesandtschaftsposten im Vatikan. Mit ihm war auch „der letzte friedfertige Gesandte Preußens beim Vatikan gegangen“, denn unter seinen Nachfolgern waren „große Spannungen zwischen Preußen und dem Vatikan an der Tagesordnung“.

## Militärische Beförderungen
- Unteroffizier 1815
- Sekondeleutnant 1816
- Premierleutnant 1826
- Major 1838
- Oberstleutnant 1844
- Oberst 1847
- Generalmajor 1852
- Generalleutnant 1856
- General der Kavallerie 1863

## Orden und Ehrenzeichen
- Offizier der Französischen Ehrenlegion 1838
- Offizier des Belgischen Leopold-Ordens 1842
- Kommandeurkreuz I. Klasse des Hausordens Heinrichs des Löwen 1847
- Roter Adlerorden II. Klasse mit Eichenlaub und Stern 1856
- Guelphen-Orden 1857
- Russischer Orden der Heiligen Anna I. Klasse in Brillanten 1857
- Großkreuz des ö.-k. Leopold-Ordens 1858
- Großkreuz des Portugiesischen Militär-Ordens Sankt Bent d’Aviz 1858
- Großkreuz des Albrechts-Ordens 1858
- Russischer Weißer Adler-Orden 1859
- Großkreuz des Verdienstordens vom Heiligen Michael 1860
- Orden der Eisernen Krone I. Klasse mit Kriegsdekoration 1860
- Großkomturkreuz des Königlichen Hausordens von Hohenzollern 1861
- Großkreuz des Hausordens Albrechts des Bären 1861
- Türkischer Medjidie-Orden I. Klasse 1861
- Großkreuz des Friedrichs-Ordens 1861